# Erin Creighton
Erin Grace Creighton (* 6. März 2004 in Belfast) ist eine irische Radsportlerin, die Rennen auf Straße und Bahnradsport bestreitet.

## Sportlicher Werdegang
2018 startete Erin Breighton bei den Straßen-Weltmeisterschaften, konnte aber das Straßenrennen der Juniorinnen nicht beenden.
2021 gab Creighton bei den Junioren-WM ihr internationales Debüt auf der Bahn. Nach dem Rücktritt von Emily Kay rückte sie 2024 in den Kader der Mannschaftsverfolgung auf; der irische Frauen-Vierer mit ihr, Lara Gillespie, Mia Griffin, Kelly Murphy und Alice Sharpe belegte bei den Bahnradsport-Europameisterschaften 2024 Platz vier. Sie nahm sich ein Jahr Auszeit von der Universität, um Vollzeit zu trainieren. Ihre Lieblingsdisziplin auf der Bahn ist das Ausscheidungsfahren.
2024 wurde Creighton zur Teilnahme an Champions League geladen. Sie belegte in der Gesamtwertung der Ausdauer-Disziplinen Platz 17.